# 이집트의 정치
이집트의 정치의 정체는 공화정이고 대통령 중심제로 80년 5월 22일의 국민투표에서 승인된 개정 헌법에 따라 대통령의 무제한 연임이 가능하다. 의회는 단원제 인민의회로 정원 454명, 임기는 5년이다. 경제 정책 실패로 내각이 총사퇴함에 따라 1986년 아테프 세드키를 총리로 하는 새 내각이 성립했다.1987년 4월 인민회의 선거에서 무바라크 대통령이 이끄는 국민 민주당(NDP)이 대통령 지명 10석을 제외하고 448석 중 338석을 획득하여 압승했다. 10월 13일 부분 개각이 있었으나 주요 각료들은 유임됐고 해외 협력부를 신설했다. 1987년 4월에 실시된 총선거에서 여당인 국민민주당 349석을 획득하는 대승을 거두었다.이집트의 외교는 1967년 중동전 참패 후 대미 단교에 이어 친소 외교 정책을 추구했으나 다시 독자 노선을 취했다. 1974년 대미 복교와 더불어 1976년 대소 우호조약 폐기로 친미 정책으로 선회했다. 1984년 7월 대소 외교를 재개하고 대사를 교환했다. 1979년에는 이스라엘과 평화조약을 체결하고 1980년 대사를 교환, 대 이스라엘 관계를 정성화했다. 대 아랍 관계는 이집트·이스라엘 평화조약 체결 이후 크게 악화되어 1979년 오만·소말리아·수단을 제외한 전 아랍국들이 대 이집트 외교 관계를 단절했으나 1984년 요르단이 처음으로 외교 관계를 재개하고 지부티도 복교했다.